# Bill Beach

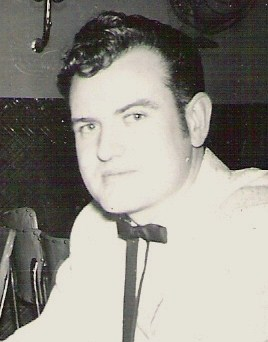
Bill Beach, 1956

William Robert „Bill“ Beach (* 8. August 1932 in Glencoe, Kentucky; † 28. Oktober 2024) war ein US-amerikanischer Country- und Rockabilly-Musiker.

## Leben

### Frühe Karriere
Beach begann als Jugendlicher Gitarre zu spielen, die er sich von seinem Cousin auslieh. Seine musikalische Karriere begann Beach 1948 mit einigen Auftritten in der Shorty and Sally Fincher Jamboree Show von Shorty Fincher in Wheeling, West Virginia. Noch im selben Jahr schloss er sich dem WWVA Jamboree aus Wheeling an und nahm an einer Tournee des Jambore-Ensembles im Sommer 1948 teil. Auf dieser Tournee spielte er mit Stars wie Hank Williams, Little Jimmy Dickens und Hank Snow.
Nachdem Beach 1951 seinen High-School-Abschluss erhalten hatte, zog er zusammen mit seiner Mutter nach Cincinnati, Ohio, in der Hoffnung, dort seine professionelle Karriere als Musiker vorantreiben zu können. Er begann in den Wurlitzer Music Studios zu arbeiten und machte in dieser Zeit seine ersten Aufnahmen, die aber unveröffentlicht blieben. Zu diesen frühen Werken zählen auch Songs mit Skeeter Davis.

### Karriere als Rockabilly
Zwischen 1952 und November 1955 diente Beach bei den US Marines und nahm an den Kampfhandlungen in Korea im Zuge des Koreakrieges teil. Nach seiner Entlassung kehrte Beach nach Cincinnati zurück, wo er seine musikalische Karriere fortführte.
Im Sommer 1956 schwenkte Beach von der Country-Musik zum Rockabilly, der zu dieser Zeit in den gesamten Südstaaten äußerst populär war. Er erhielt einen Plattenvertrag bei King Records, einem erfolgreichen Label aus Cincinnati, und schrieb die Songs Peg Pants und You’re Gonna Like Me Baby. Beide Titel nahm Beach im April 1956 mit einer unbekannten Band (Gitarre, Bass, Schlagzeug, Steel Guitar) auf. King brachte beide Songs auf einer Single heraus, die Platte kam über regionale Erfolge im Radio aber nicht hinaus.

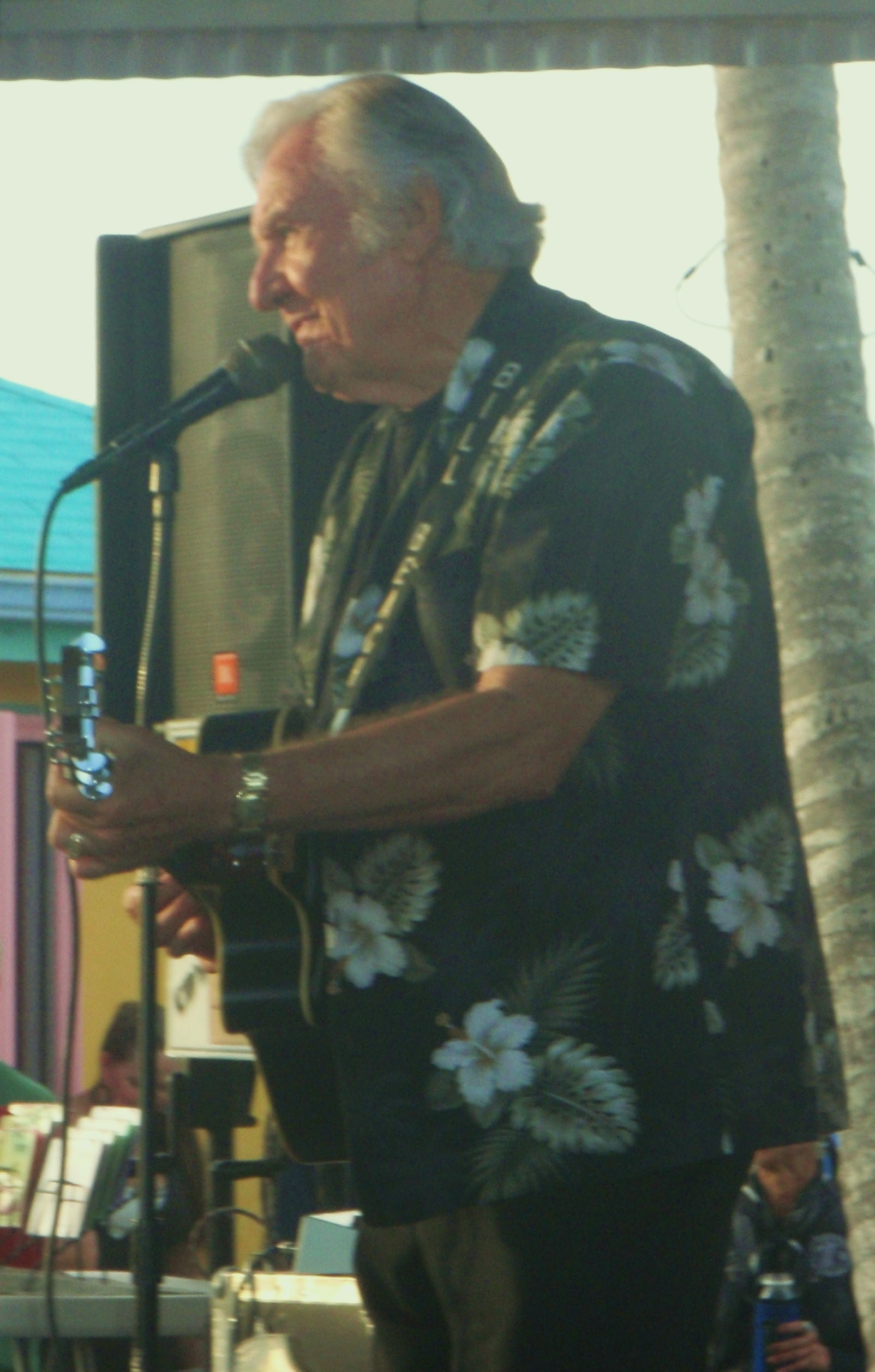
Bill Beach während eines Auftrittes in Stan’s Idle Hour, 2009

Beach blieb bis 1961 regional aktiv und schrieb Songs. Als seine Frau mit Multipler Sklerose diagnostiziert wurde, zog er sich aus dem Musikgeschäft zurück, um sich um seine Frau und die Familie zu kümmern. In den nachfolgenden Jahren wurde er ein erfolgreicher Geschäftsmann.

### Spätere Karriere
In den 1980er-Jahren wandte sich ein junges Publikum Beachs King-Aufnahmen zu. Seitdem wurden beide Titel auf verschiedenen Samplern neu veröffentlicht. Beach wurde daraufhin in die Rockabilly Hall of Fame aufgenommen und verstärkte seine musikalischen Aktivitäten wieder. Neben regionalen Auftritten in Florida, seinem Wohnsitz neben Crossville, Tennessee, nahm er 1998 an einem Talentwettbewerb des Fernsehsenders TNN teil und kam mit seinem Song Viagra and the Beeper auf Platz sechs (aus 13.000 Teilnehmern).
Beach war ins hohe Alter hinein als Musiker aktiv und trat regelmäßig in Stan’s Idle Hour – einer Show in Goodland, Florida – auf. Er starb im Oktober 2024 im Alter von 92. Jahren.

## Diskografie
| Jahr | Titel                                 | Plattenfirma |
| ---- | ------------------------------------- | ------------ |
| 1956 | Peg Pants / You’re Gonna Like Me Baby | King 4940    |